# Mravencovití

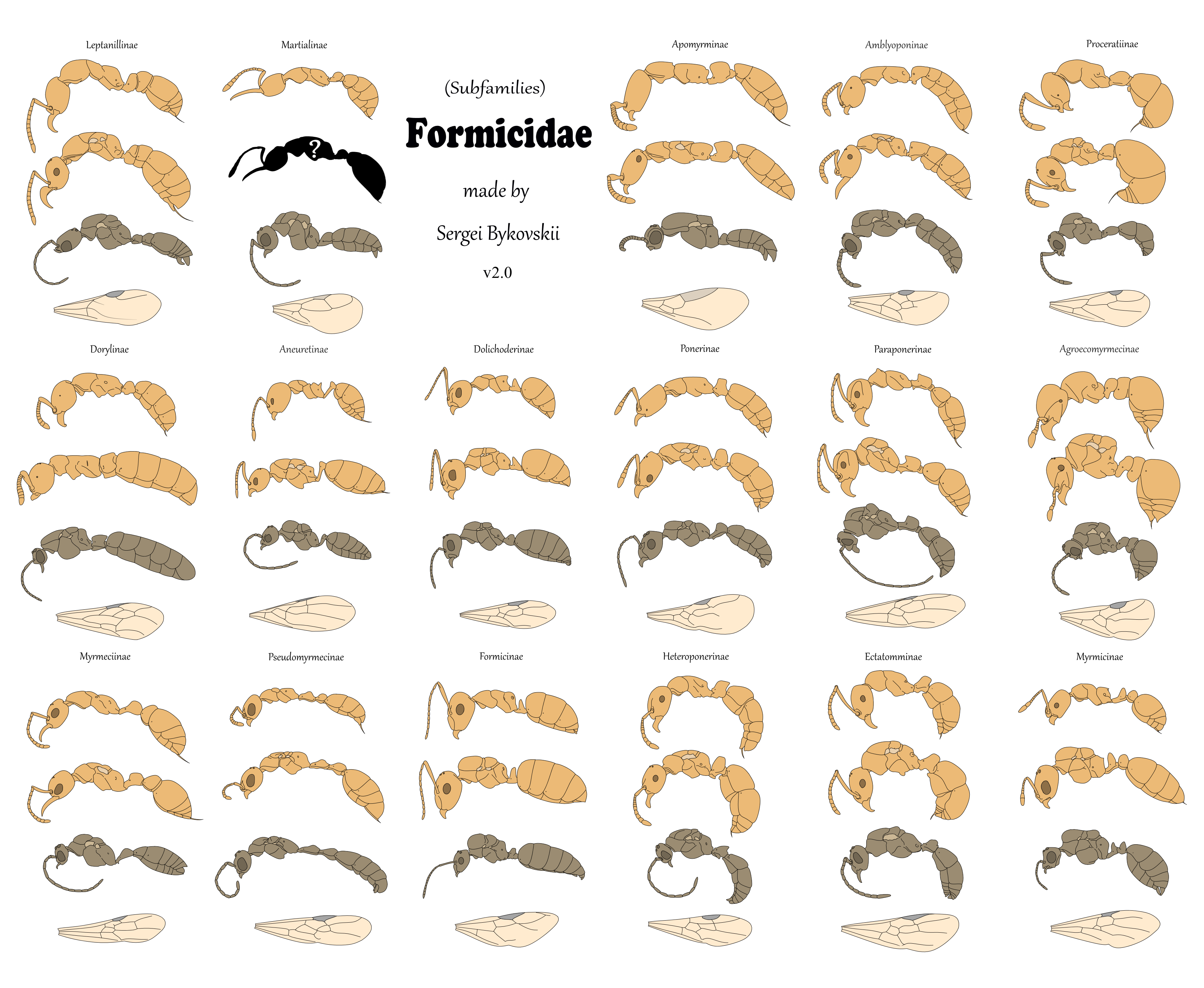
Podčeledi mravenců. Pro každou podskupinu jsou zobrazeny shora dolů: dělnice, královna, samec, křídlo

Mravencovití (Formicidae) jsou jednou z nejúspěšnějších skupin hmyzu v živočišné říši, a jsou proto v mimořádném zájmu vědců – myrmekologů, ekologů a biosociologů. Tato úspěšnost je přikládána jejich sociálnímu způsobu života a specializaci. Mravenci jsou sociální hmyz žijící v koloniích ve zbudovaných hnízdech, kterým se v češtině obvykle říká mraveniště. Kolonie mravenců může zpočátku čítat jen pár jedinců, ale může dosahovat také několika miliónů jedinců. Jsou známy případy, kdy příbuzné kolonie vytvářejí superkolonie dosahující délky několika tisíc kilometrů (Linepithema humile). Někdy jsou kolonie mravenců pro svůj vysoký stupeň organizace nad úrovní jedince označovány jako superorganismus.

## Evoluce
První zástupci této hmyzí skupiny se objevují nejpozději na počátku pozdní křídy, asi před 100 miliony let. To dokazují zejména nálezy v barmském jantaru, staré zhruba 99 milionů let (věk cenoman). Existují však také odhady stáří této skupiny, jdoucí až do střední jury (asi před 168 miliony let). Mravencům v jejich evoluci výrazně napomohly také kvetoucí rostliny.

## Popis
Mravenci jsou drobný blanokřídlý hmyz s velikostí od několika milimetrů po několik centimetrů. Jejich tělo tvoří jasně oddělené části – hlava, hruď a zadeček. Tělo může být kryto chloupky.
Hlava má typicky jeden pár článkovaných lomených paličkovitých tykadel, složené facetované oči (někdy jen jednoduchá temenní očka), různě uzpůsobená a vyvinutá kusadla – kousací ústrojí.
Samotná hruď může mít také ostny. Obvykle se dělí na tři části, nazývané pronotum, mezonotum a epinotum. Z každé části vychází po jednom páru nohou. Nohy se skládají z kyčle, příkyčlí, stehna, holeně a chodidla.
Zadeček je od těla oddělen tělní stopkou, která je jednočlenná (v Česku podčeledi Formicinae, Ponerinae a Dolichoderinae) nebo dvoučlenná (v Česku Myrmicinae). Zadeček se dělí na několik článků. Ty jsou spojeny blankou, jež mravencům umožňuje měnit velikost zadečku – Myrmecocystus minimus.
Zadní křídla dorůstají menší délky než přední, po rojení si je královny ulomí nebo jim odpadnou.

Schéma stavby těla mravenčí dělnice

Mravenci mohou vytvářet několik kast, základními kastami jsou královna (gyne), samec (aner) a dělnice (ergate). Velké dělnice s neobvykle vyvinutými kusadly jsou nazývány vojáky (dinergate). Jednotlivé kasty se mohou vzájemně značně lišit velikostí i tvarem těla, například dělnice rodu Atta může být až 300× těžší než jiná dělnice z téhož hnízda. Každá kolonie obvykle má alespoň jednu královnu a několik dělnic.
Mravenci jsou hmyz s proměnou dokonalou. Z vajíčka se líhnou larvy, které se po určité době zakuklí a z kukly se vylíhne dospělý jedinec.
Některé druhy mravenců jsou extrémně silné a dokážou v kusadlech unést až stonásobek vlastní hmotnosti. Příkladem je mravenec krejčík (Oecophylla smaragdina) sídlící na stromech v oblasti jihovýchodní Asie a Austrálie.

## Životní podmínky
Mravenci se vyskytují téměř všude na Zemi, v tropických deštných lesích mohou tvořit až 15 % celkové živočišné biomasy. Nejvíce jim totiž vyhovuje teplé, vlhké prostředí. Mravenci potřebují vysokou vlhkost vzduchu, ale nežijí ve vysloveně zamokřených místech. Zpravidla dokáží vydržet i ve vyšších teplotách nebo i několik hodin pod vodou. Obtížně snášejí sucho a chlad. V suchých oblastech musejí některé dělnice neustále donášet do mraveniště kapičky vody. Kvůli chladu jsou hnízda často zakládána pod kameny, protože ty se na slunci rychle ohřívají. Klasická kupovitá mraveniště jsou dokonalými stavbami; jejich jižní svah bývá mnohem mírnější, aby hnízdo co nejvíce tepla pohlcovalo a co nejméně ztrácelo. Jinak si mravenci budují hnízda také pod zemí, v dutinách stromů, někteří dokonce mezi listy stromů (Oecophylla sp.).
K roku 2009 bylo známo 12 520 mravenčích druhů. Podle dřívějších odhadů se hmotnost všech mravenců na Zemi přibližně rovnala hmotnosti všech lidí na Zemi.
Běžný mravenec lesní se dožívá od několika měsíců až jednoho roku věku. Mravenčí královna některých druhů může žít déle než dvacet let, za tu dobu může zplodit až 150 milionů potomků.

## Založení kolonie
Novou kolonii zakládá mravenčí královna. Po opuštění hnízda provádějí mravenci svatební let, při němž jsou královny oplodněny samečky. Královna si uloží ejakulát samečka do orgánu na konci svého zadečku, tzv. spermatéky, a využívá pak samečkovy spermie po celý život. Mravenčí samečci několik dní na to hynou. Královna si najde vhodné místo k založení hnízda, postaví jednoduché mraveniště a vychová první generaci dělnic. Od toho okamžiku o získávání potravy a obranu kolonie dbají dělnice a královna se stará jen o kladení vajíček. Právě zakládání kolonie je nejriskantnější období v životě mraveniště a převážná část královen se v tomto období stane obětí predátorů nebo uhyne.

## Pohlaví potomstva

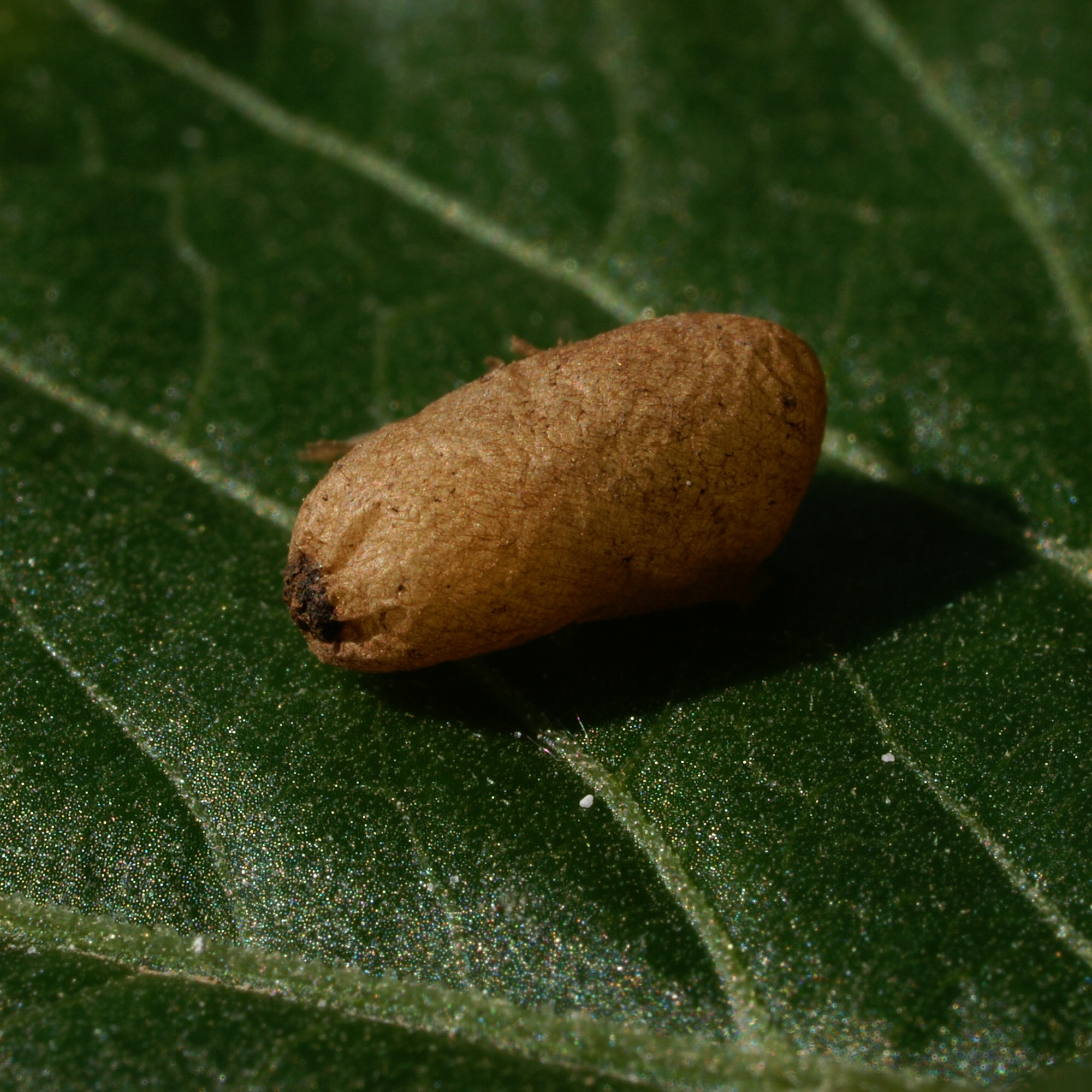
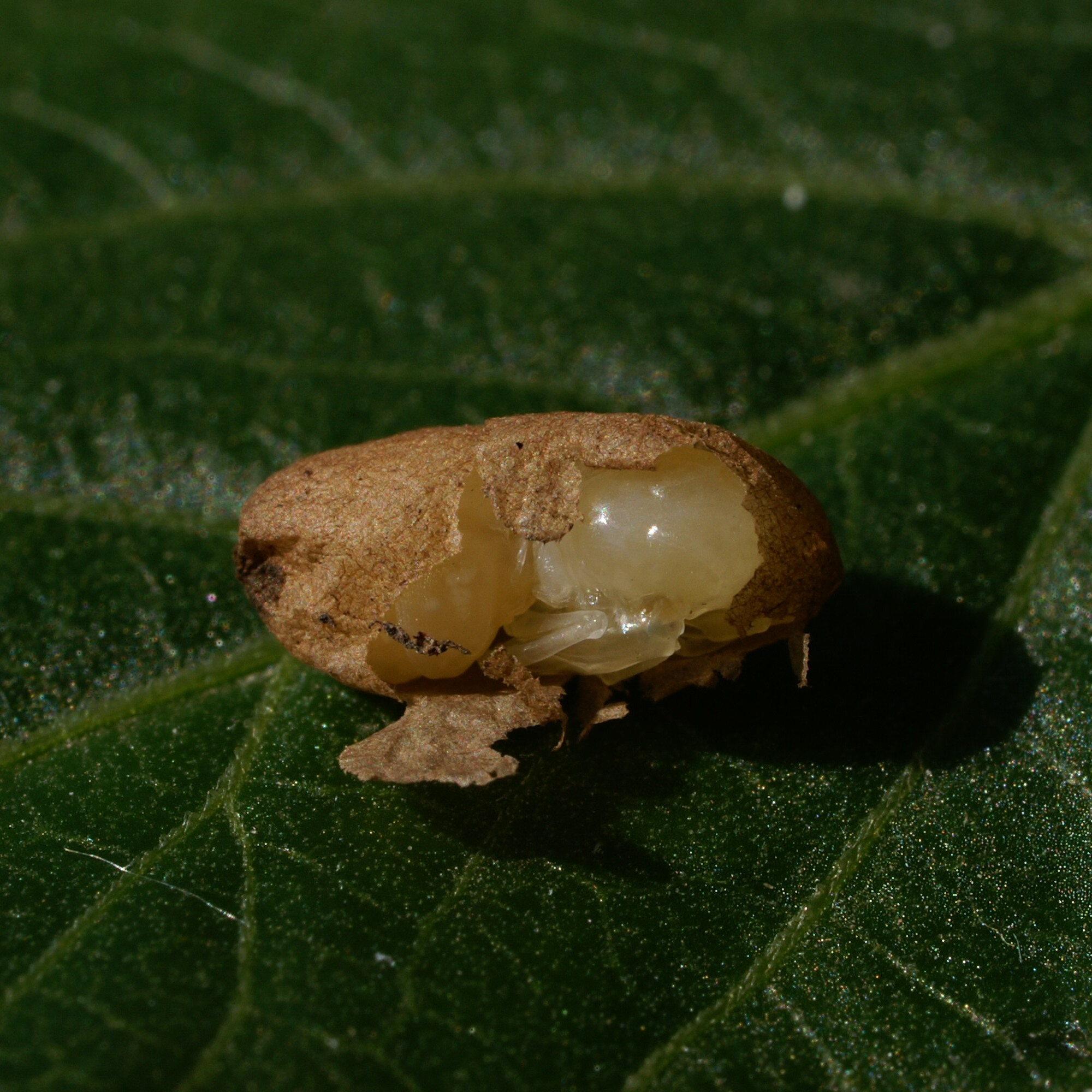
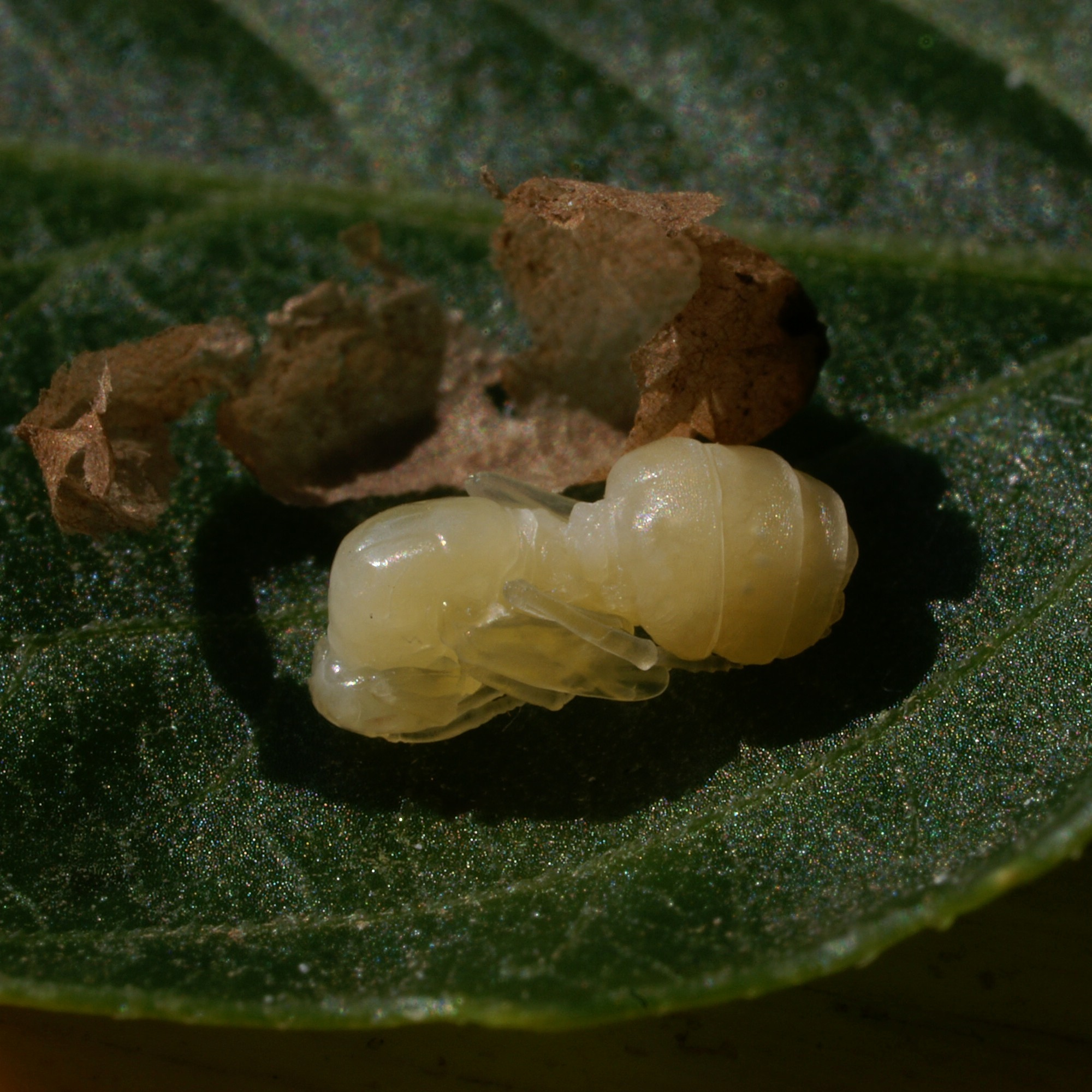
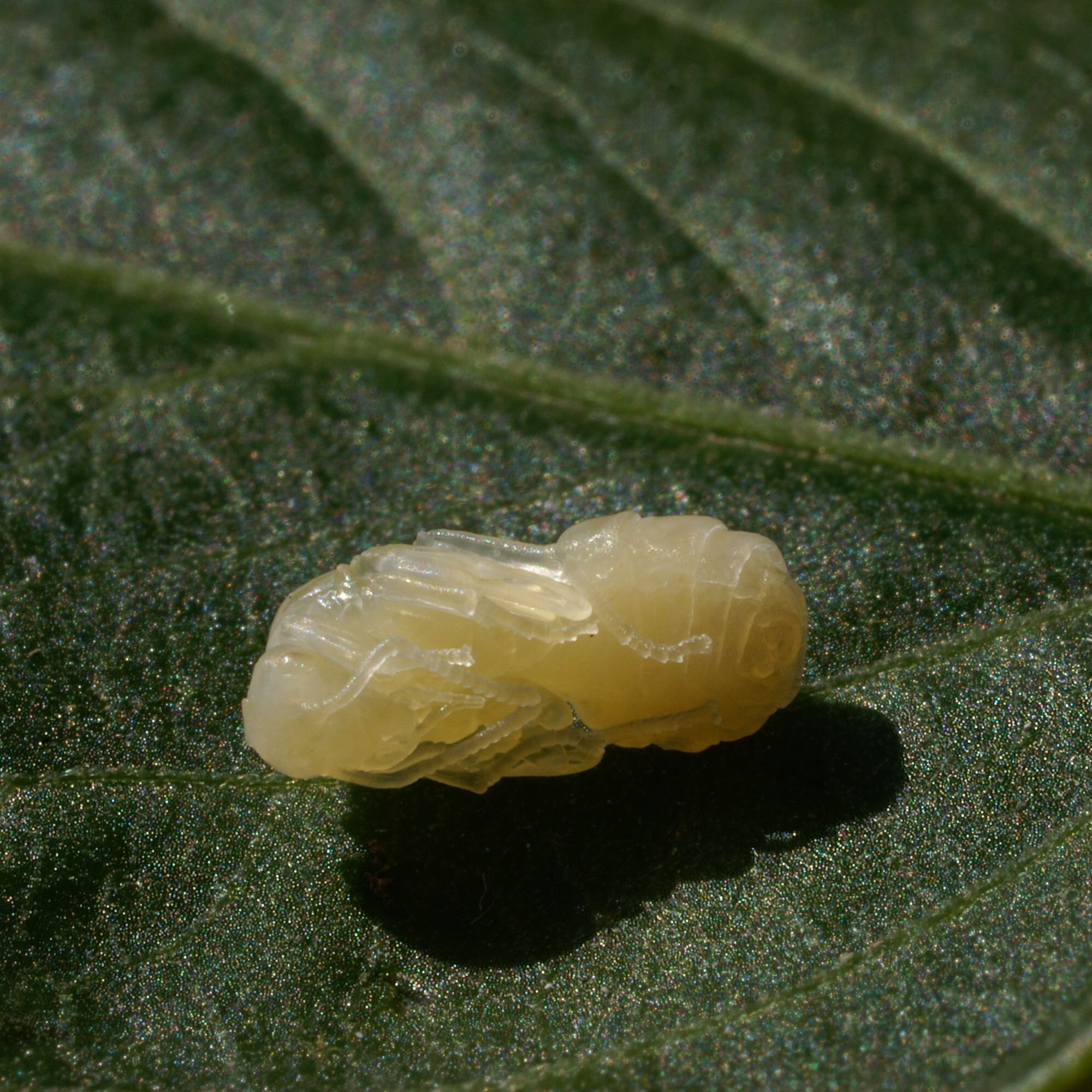
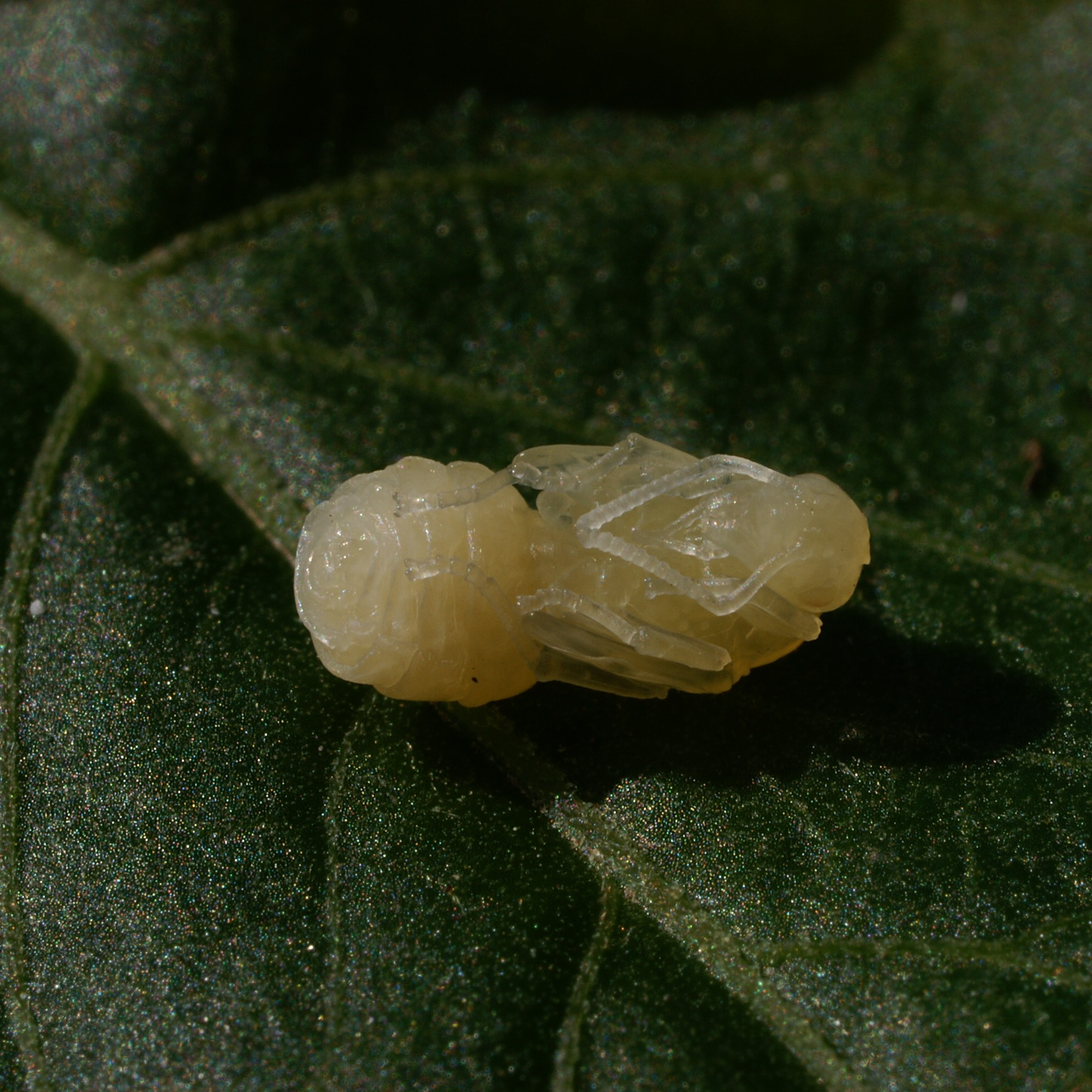

Královna rozhoduje o pohlaví potomstva – z oplodněných vajíček se rodí dělnice, z neoplodněných samečci. Přitom se geny na potomstvo přenášejí haplodiploidně, takže dělnice nemají navzájem společných pouze 50 % genů (jak je běžné např. u savců), ale 75 % genů. Královna zároveň vylučuje sekret, který zabraňuje, aby se z larev vyvinuly nové královny; pokud chce zplodit nové královny, přestane sekret vylučovat. U některých druhů jsou i dělnice schopny snášet neoplodněná vajíčka,k čemuž se uchylují v případě, že královna zemře a kolonie je na pokraji zániku.

## Komunikace mravenců

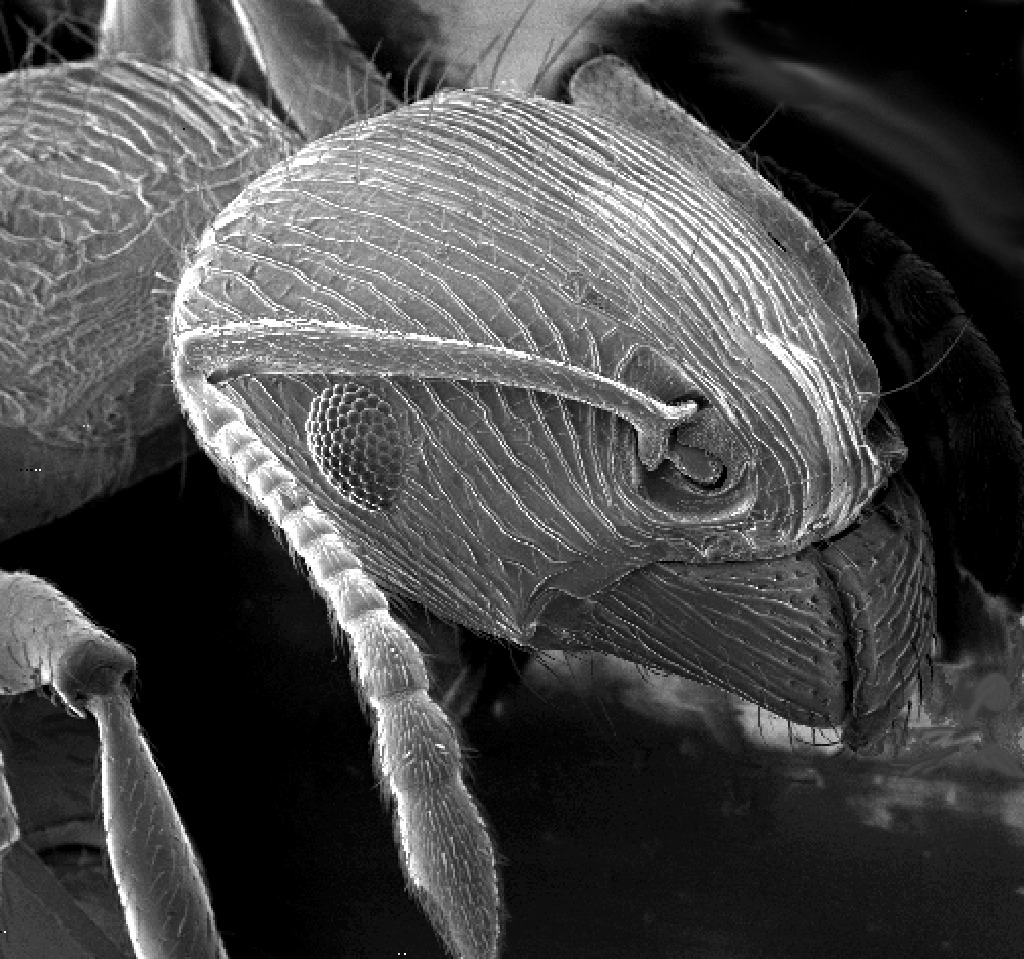
Hlava mravence zobrazena elektronovým mikroskopem

Nejdůležitějším komunikačním prvkem jsou mravenčí pachy, tedy feromony. Vedle toho někteří mravenci užívají také chuť (dávají ostatním jedincům ochutnat, co našli) a „cvrkot“ (stridulace), který bývá někdy vnímán přímo, jindy pouze z otřesů půdy. Zrak má u mravenců poměrně malý význam. V nejpropracovanějších strukturách jsou si mravenci schopni sdělit přibližně 10–20 „příkazů“.
Výhodou orientace mravenců podle pachů je jednoduchost systému – mravencům stačí i malý mozeček k vytvoření obdivuhodné společenské struktury. Naopak slabinou této dovednosti je poměrně snadná napadnutelnost systému. V důsledku toho v každém mraveništi žije celá řada parazitů, kteří využívají toho, že dokáží napodobit mravenčí pach, ačkoliv jim jinak nejsou stavbou těla vůbec podobní. Za zmínku stojí, že velmi častými parazity mravenců jsou mravenci jiného druhu. Některé druhy mravenců používají ke komunikaci také klepáním nohy do země, ale tímto způsobem dokáží vyslat jen základní příkazy. 

## Symbiotické vazby
Kromě zmíněného parazitismu žijí mravenci i v pozitivní symbióze s celou řadou živočišných i rostlinných druhů. Někdy se jedná o obligátní symbiózu, na níž jsou jak mravenci, tak i druhý účastník, zcela existenčně závislí.
Známá je například jejich spolupráce s mšicemi, které mravenci chrání před nepřáteli nebo je přenášejí na vyhlédnutý strom a následně se živí jejich výměšky. Podobně spolupracují i s některými červci či larvami motýlů.
Zajímavý druh symbiózy si vytvořili mravenci rodu Atta, kteří si v mraveništi pěstují houbu, kterou „krmí“ drobnými lístečky a houba je jejich hlavním zdrojem obživy. Nová mravenčí královna si při svatebním letu odnáší úlomek této houby s sebou, aby s ní mohla založit novou kolonii. Podobným způsobem někteří mravenci chrání strom, v jehož dutině žijí nebo jehož míza jim slouží jako potrava. Mravenci proto vyhubí všechny ostatní druhy rostlin v okolí stromu.
Jiným pozoruhodným typem symbiózy se vyznačují mravenci tkalci, kteří za pomoci larev (které jinak z vlákna spřádají kokon) vytvoří spletené hnízdo v koruně stromu.

## Chování mravenců

Nalezení nejkratší cesty – popis v textu

Jak najde mravenec nejkratší cestu do mraveniště:
1. První mravenec najde zdroj potravy (F), najde k ní libovolnou cestou (a), potom se vrátí do mraveniště (N) a během cesty vytváří feromonovou stopu. 
Mravenec se vždy vrací nejkratší cestou, protože se orientuje podle Slunce.
2. Mravenci následují prvního a použijí 4 možné trasy, ale zesílená nejkratší stopa dělá nejkratší cestu nejvíce atraktivní.
3. Mravenci putují po nejkratší trase a feromony z delší trasy se vypařují.

Mravenci některých druhů zachraňují po boji raněné a dokonce je ošetřují, čistí jim rány, aby se do nich nedostala infekce.

## Souboje kolonií
Mravenci jsou jedni z nejagresivnějších tvorů v živočišné říši, takže život kolonie provázejí neustálé výpady na cizí území a souboje s okolními koloniemi o potravu a teritorium. Některé druhy mravenců mají zvláštní kastu bojovníků, tvořenou zvláště velkými a silnými dělnicemi, které v době míru nevykonávají žádnou činnost a jen čekají, až jich bude třeba. Výsledkem boje je zpravidla jen vytlačení poražené kolonie z teritoria, ke skutečnému vyhlazení kolonie dochází jen výjimečně. O oddanosti jedinců celé kolonii svědčí i fakt, že staré dělnice vždy nastupují do souboje jako první, aby se obětovaly za další generaci.
Mezi hlavní zbraně mravenců patří kusadla a jed. Přitom však bylo zjištěno, že v soubojích nevítězí vždy nejpočetnější nebo nejjedovatější kolonie, ale kolonie s nejdokonalejším systémem komunikace a spolupráce. Mezi strategické triky patří např.
- odříznutí od zdroje potravy
- napadání dělnic nosících potravu
- znemožnění návratu jedinců zpět do mraveniště
- prokopání chodby do cizí líhně
- ucpání východů z mraveniště

## Mravenci a lidé
Mravenci obývají různá stanoviště a nevyhýbají se ani lidským obydlím. Nejčastějším a nejobtížnějším mravencem je v České republice mravenec faraon (Monomorium pharaonis). Jeho obtížnost spočívá především v přenášení chorob a v jeho všudypřítomnosti.
Také zahrádkáři nevidí mravence příliš rádi, neboť mravenci jsou ochránci mšic, které schraňují jak pod zemí, tak na ovocných stromech. Není neobvyklé spatřit některé rostliny obestavěny hliněnými stavbičkami, ve kterých mravenci ukrývají své mšice. Jako ochranu před mravenci potírají zahrádkáři kmeny ovocných stromů lepem a vytvářejí tak ochranné lepové pásy.
Přestože jsou mravenci člověku někdy nepříjemným společníkem, existují lidé, kteří mravence chovají ve zvláštních nádobách – formikáriích – podobně jako někteří myrmekologové.
Studiem mravenců se zabývá myrmekologie, odborníci na tento blanokřídlý hmyz jsou myrmekologové.
O popularizaci života hmyzu a obzvlášť mravenců se zasloužil spisovatel Ondřej Sekora sérií dětských knížek, jejichž hlavní postavou je Ferda Mravenec.